# 沃德納 (愛達荷州)
沃德納（英語：Wardner）是一個位於美國愛達荷州肖肖尼縣的城市。

## 地理
沃德納的座標為47°31′23″N 116°08′03″W / 47.52306°N 116.13417°W，而該地的平均海拔高度為810米（即2657英尺）。

## 人口
根據2020年美國人口普查的數據，沃德納的面積為2.26平方千米，均為陸地。當地共有人口192人，而人口密度為每平方千米84.96人。